# Materiales Radiactivos de Origen Natural
Se denominan Materiales Radiactivos de Origen Natural (NORM por sus siglas en inglés de Naturally Occurring Radioactive Materials) y  Materiales Radiactivos de Origen Natural Tecnológicamente Mejorados (TENORM)  a aquellos materiales radiactivos de procedencia natural sobre los que cualquier actividad tecnológica humana haya incrementado su potencial de exposición en comparación con la situación inalterada. Las concentraciones de los materiales pueden haberse incrementado o no.
Por lo general son residuos industriales o productos de proceso enriquecidos con elementos radioactivos que se encuentran en la naturaleza, tales como uranio, torio, potasio y cualquiera de sus productos de decaimiento, tales como radio y radón. Estos elementos radioactivos naturales se encuentran presentes en pequeñas concentraciones en la corteza terrestre y son traídos a la superficie mediante actividades humanas tales como extracción de petróleo y gas o minería y mediante procesos naturales tales como fuga de gas radón a la atmósfera o mediante disolución en el agua subterránea. Otro ejemplo de TENORM es la ceniza de carbón producida al quemar carbón en las plantas de energía. Si la radioactividad es mucho más elevada que los niveles de fondo, la manipulación de TENORM puede causar problemas en numerosas industrias y en el transporte.

## Historia
Aunque es un hecho conocido que más del 80% de la dosis que reciben las personas se debe a las radiaciones naturales, no fue hasta 1975 cuando T.F. Gesell y H.M. Prichard propusieron crear, dentro de las categorías que definen el alcance de la protección radiológica, una nueva que denominaron TENR (Technologically Enhanced Natural Radiation). Más tarde a esta categoría se la llamó TENORM (Technologically Enhanced Natural Ocurring Radioactive Material) y actualmente simplemente NORM (Naturally Ocurring Radioactive Material).
En general estos materiales provienen del uso de ciertas rocas, ígneas o gangas, cuya concentración en nucleidos radiactivos naturales ya es de por sí elevada.
Las cantidades de NORM tratadas son generalmente del orden de la tonelada (en muchos casos se generan varios miles de toneladas anualmente en cada industria de este tipo).
Aunque el uranio es también un radioisótopo natural, utilizado en la fisión, y ha sido ampliamente estudiado y regulado, se excluyen de la denominación NORM las actividades que tienen que ver con su uso en la energía nuclear.

## Industrias que generan NORM
Las principales industrias que generan NORM son:
- Extracción de gas y petróleo,
- Combustión y extracción de carbón,
- Producción de energía geotérmica,
- Tratamiento del agua potable,
- Procesos industriales que utilizan grandes cantidades de agua (como la industria papelera),
- Minería y procesado de metales,
- Uso de arenas minerales para la extracción de ciertos metales tales como titanio, torio o tierras raras (monacita, zirconio, ilmenita o rutilo entre otras),
- Minería y uso de fosfatos para fertilizantes.

En algunas ocasiones la minería de elementos útiles para la generación de electricidad mediante la fisión nuclear (uranio y torio) se consideran también dentro de esta categoría, pero generalmente se excluyen.

## NORM en la exploración de petróleo y gas
El TENORM y/o NORM de petróleo y gas se produce durante el proceso de producción, cuando los fluidos extraídos de los reservorios subterráneos arrastran sulfatos a la superficie de la corteza terrestre. Los sulfatos de bario, calcio y estroncio son compuestos grandes, y los átomos más pequeños, tales como radio-226 y radio-228 se pueden alojar en los espacios huecos del compuesto y ser transportados a través de los fluidos que se procesan. Al aproximarse los fluidos a la superficie, los cambios en la temperatura y presión hacen que los sulfatos de bario, calcio, estroncio y radio se precipiten y formen un depósito en la pared interna, o a veces afuera de los entubamientos y/o recubrimientos de los pozos. El uso de tubos en el proceso de producción que se contamina con NORM no representa un peligro para la salud si los depósitos dentro de los tubos y los tubos permanecen dentro de la perforación. Concentraciones elevadas de radio 226 y 228 y productos hijas tales como plomo-210 pueden estar presentes en los barros que se acumulan en los sumideros de los campos de petróleo, tanques y lagunas. El gas radón se concentra en los flujos de gas natural como NORM en las actividades de procesamiento de gas. El radón decae a plomo 210, luego a bismuto-210, polonio-210 para finalmente decaer al plomo-206 estable. Los elementos de decaimiento del radón se depositan formando una película brillante en la superficie interna de la parte superior de las tuberías, unidades de tratamiento, bombas y válvulas utilizadas en los sistemas de procesamiento de propileno, etano y propano.

## Niveles de radiación para la desclasificación como residuo radiactivo
Los niveles de desclasificación para la gestión de los residuos NORM son los establecidos por el Consejo de Seguridad Nuclear, que se remite a la Recomendación de la Unión Europea de Aplicación de los conceptos de exención y dispensa a las fuentes de radiación natural (Application of the concepts of exemption  and clearance to natural radiation sources, por su denominación en inglés):
- Dosis efectiva anual de 300 µSv/año.
- Considera todas las vías de exposición a la radiación (inhalación, ingestión, exposición externa).
- Considera  escenarios y parámetros envolventes.
- Analiza todas las vías de exposición en cada uno de los escenarios considerados, seleccionando para cada radionucleido el más restrictivo y determinando la actividad específica que daría lugar a los 300 µSv /año.

## Reglamento de Protección Sanitaria
El Reglamento de Protección Sanitaria contra las Radiaciones Ionizantes, define las actividades y labores que implican la generación, el almacenamiento o la manipulación de residuos que contienen radionucleidos naturales, es decir, los residuos NORM.
El mismo se encarga de las normas relativas a la protección de los trabajadores y de los miembros del público contra los riesgos que resultan de las radiaciones ionizantes.Corresponde a la autoridad competente, en cada caso, por razón de la materia, y al Consejo de Seguridad Nuclear, en el ámbito de sus funciones, asegurar el cumplimiento de lo dispuesto en ese Reglamento.
En lo que respecta a los residuos, establece que dicho reglamento se aplicará a todas las prácticas que impliquen un riesgo derivado de las radiaciones ionizantes que procedan de una fuente natural de radiación cuando los radionucleidos naturales son o han sido procesados por sus propiedades radiactivas, fisionables o fértiles, a saber:
- La explotación de minerales radiactivos o las actividades relativas a las sustancias radiactivas.
- Cualquier otra práctica que la Autoridad competente, por razón de la materia, previo informe del Consejo de Seguridad Nuclear, considere oportuno definir.

Asimismo, el presente Reglamento se aplicará a toda actividad laboral no contemplada anteriormente, pero que suponga la presencia de fuentes naturales de radiación y dé lugar a un aumento significativo de la exposición de los trabajadores o de miembros del público que no pueda considerarse despreciable desde el punto de vista de la protección radiológica.
No obstante, el regalmento no se aplica a las situaciones de exposición al radón en las viviendas, ni a los niveles naturales de radiación, es decir, a los radionucleidos contenidos naturalmente en el cuerpo humano, los rayos cósmicos a nivel del suelo, y la exposición en la superficie de la tierra debida a los radionucleidos presentes en la corteza terrestre no alterada (por ejemplo, por una construcción).
La autoridad competente, de acuerdo con este reglamento, cuando la radiación ionizante supere los niveles de radiación establecido, es el órgano de industria de las comunidades autónomas. Cuando no los supere, será la correspondiente, en cada caso, por razón de la materia, como puede ser la de medio ambiente para suelos contaminados y la de industria para residuos mineros.